# Pryaziorski
Pryaziorski (biał. Прыазёрскі; ros. Приозёрский, Prioziorskij) – osiedle na Białorusi, w obwodzie brzeskim, w rejonie kamienieckim, w sielsowiecie Widomla.
Znajduje tu się sanatorium Biełaja wieża oraz kilka bloków mieszkalnych.

## Historia
Wieś powstała po II wojnie światowej.